# Gros Piton Rond
Pour les articles homonymes, voir Piton (homonymie).
Le Gros Piton Rond est un sommet montagneux de l'île de La Réunion, département d'outre-mer français dans le sud-ouest de l'océan Indien. Il est situé sur le territoire communal de La Plaine-des-Palmistes, dans les Hauts de La Réunion, ainsi que dans les limites du parc national de La Réunion. D'une altitude de 1 421 mètres, il offre une vue panoramique sur toute la commune de La Plaine-des-Palmistes. Il abritait, en son sommet qui est desservi par une courte piste depuis la route nationale 3, une carrière de scories d'une superficie de 0,10 ha de qui ferma au début des années 2000. Aujourd'hui, un site de décollage de parapente y a été aménagé et quelques ruches y ont été déposées.